# Liste d'élections en 1878
Chronologie des élections
- 1874
- 1875
- 1876
- 1877
- 1878
- 1879
- 1880
- 1881
- 1882

Cet article recense les élections organisées durant l'année 1878.

## Élections nationales en 1878
Cette section concerne les élections législatives et présidentielles dans un état souverain, éventuellement fédéral, ainsi que leurs principaux référendums.
| Date                           | État          | Élection ou référendum                    | Contexte | Résultat |
| ------------------------------ | ------------- | ----------------------------------------- | --- | --- |
| 1878                           | Équateur      | Législatives (en)                         | | Cette section est vide, insuffisamment détaillée ou incomplète. Votre aide est la bienvenue ! Comment faire ? |
| 19 - 20 février                | Saint-Siège   | Conclave                                  | Conclave convoqué à la suite du décès du pape Pie IX le 7 février.Depuis l'annexion des États pontificaux par le royaume d'Italie en 1870 et jusqu'aux accords du Latran et la création de l'État de la Cité du Vatican en 1929, le pape n'a plus de souveraineté temporelle. | Élection du cardinal Vincenzo Gioacchino Pecci, qui règnera sous le nom de Léon XIII |
| 24 février - 31 mars           | Argentine     | Législatives (es)                         | | Cette section est vide, insuffisamment détaillée ou incomplète. Votre aide est la bienvenue ! Comment faire ? |
| 1er avril                      | Colombie      | Présidentielle                            | | Cette section est vide, insuffisamment détaillée ou incomplète. Votre aide est la bienvenue ! Comment faire ? |
| 21 avril                       | Équateur      | Présidentielle (en)                       | | Cette section est vide, insuffisamment détaillée ou incomplète. Votre aide est la bienvenue ! Comment faire ? |
| 15 - 16 mai                    | Liechtenstein | Législatives (en)                         | | Cette section est vide, insuffisamment détaillée ou incomplète. Votre aide est la bienvenue ! Comment faire ? |
| 11 juin                        | Belgique      | Législatives (nl)                         | | Victoire des libéraux.Le 18 juin, le gouvernement Frère-Orban nomme un responsable à l'Instruction publique, chargé de relancer la politique de laïcisation de l'enseignement primaire, interrompue par les catholiques. |
| 11 juin                        | Luxembourg    | Législatives                              | | Cette section est vide, insuffisamment détaillée ou incomplète. Votre aide est la bienvenue ! Comment faire ? |
| 30 juillet                     | Allemagne     | Législatives                              | Des tentatives d'attentat contre l'Empereur Guillaume Ier avaient été perpétrées dans les mois précédents.La campagne est menée autour du thème des lois antisocialistes proposées en réaction par le chancelier Bismarck.                                                    | Le Parti national-libéral reste la parti le plus important malgré la perte de 29 sièges.Bismarck abandonne les libéraux pour s'allier aux conservateurs et former une coalition avec les centristes. |
| 17 septembre                   | Canada        | Fédérales                                 | | Le parti conservateur du Canada de John Alexander Macdonald l'emporte avec 134 élusdont 49 libéraux-conservateurs contre 63 pour les libéraux, 5 indépendants, 2 conservateurs indépendants, 1 libéral indépendant et 1 nationaliste-conservateur. À l'Île-du-Prince-Édouard, le score est de 5 conservateurs (y compris 2 libéraux-conservateurs) et 1 libéral.[réf. nécessaire] |
| 13 octobre                     | Portugal      | Législatives (en)                         | | Cette section est vide, insuffisamment détaillée ou incomplète. Votre aide est la bienvenue ! Comment faire ? |
| 27 octobre                     | Suisse        | Fédérales                                 | | Cette section est vide, insuffisamment détaillée ou incomplète. Votre aide est la bienvenue ! Comment faire ? |
| 29 octobre                     | Serbie        | Législatives (en)                         | | Cette section est vide, insuffisamment détaillée ou incomplète. Votre aide est la bienvenue ! Comment faire ? |
| 3 juin 1878 - 3 septembre 1879 | États-Unis    | Législatives (chambre (en) et sénat (en)) | | Voir l'article Liste d'élections en 1879. |

## Élections en subdivisions nationales en 1878
Cette section concerne les élections législatives dans un État fédéré, une subdivision territoriale ou une colonie d'un État souverain, ainsi que leurs principaux référendums.
| Date                      | Subdivision           | État               | Élection ou référendum | Contexte        | Résultat |
| ------------------------- | --------------------- | ------------------ | ---------------------- | --------------- | --- |
| Mars                      | Suriname              | Pays-Bas           | Législatives (nl)      |                 | Cette section est vide, insuffisamment détaillée ou incomplète. Votre aide est la bienvenue ! Comment faire ? |
| 29 mars - 30 avril        | Australie-Méridionale | Empire britannique | Coloniales (en)        |                 | Cette section est vide, insuffisamment détaillée ou incomplète. Votre aide est la bienvenue ! Comment faire ? |
| 1er mai                   | Québec                | Canada             | Générales              | 4e législature  | Cette section est vide, insuffisamment détaillée ou incomplète. Votre aide est la bienvenue ! Comment faire ? |
| Juin                      | Nouveau-Brunswick     | Canada             | Générales              | 24e législature | Sur les 41 députés, 31 soutinrent le gouvernement et 10 formèrent l'opposition officielle.                    |
| 17 juillet - 27 septembre | Suède                 | Suède-Norvège      | 2de Chambre (sv)       |                 | Cette section est vide, insuffisamment détaillée ou incomplète. Votre aide est la bienvenue ! Comment faire ? |
| 16 septembre - 2 octobre  | Suède                 | Suède-Norvège      | 1re Chambre (sv)       |                 | Cette section est vide, insuffisamment détaillée ou incomplète. Votre aide est la bienvenue ! Comment faire ? |
| 5 - 14 août               | Hongrie               | Autriche-Hongrie   | Législatives (de)      |                 | Cette section est vide, insuffisamment détaillée ou incomplète. Votre aide est la bienvenue ! Comment faire ? |
| 17 septembre              | Nouvelle-Écosse       | Canada             | Générales (en)         |                 | Cette section est vide, insuffisamment détaillée ou incomplète. Votre aide est la bienvenue ! Comment faire ? |
| 17 - 19 septembre         | Bohême                | Autriche-Hongrie   | Régionales (cs)        |                 | Cette section est vide, insuffisamment détaillée ou incomplète. Votre aide est la bienvenue ! Comment faire ? |
| 18 décembre               | Manitoba              | Canada             | Générales (en)         |                 | Cette section est vide, insuffisamment détaillée ou incomplète. Votre aide est la bienvenue ! Comment faire ? |
| 1878                      | Terre-Neuve           | Empire britannique | Générales (en)         |                 | Cette section est vide, insuffisamment détaillée ou incomplète. Votre aide est la bienvenue ! Comment faire ? |
| 1878                      | Colombie-Britannique  | Canada             | Générales (en)         |                 | Cette section est vide, insuffisamment détaillée ou incomplète. Votre aide est la bienvenue ! Comment faire ? |